# Roger Paschy
Roger Paschy est un karatéka français d'origine franco-vietnamienne Né à Saïgon en 1944, figure importante du mouvement de boxe thai en France et en europe, connu pour avoir remporté l'épreuve de kumite individuel masculin moins de 65 kilos aux championnats d'Europe de karaté 1972, 1973 et 1975.

## Résultats
| Résultat      | Date | Épreuve                   | Catégorie | Compétition                | Ville hôte             |
| ------------- | ---- | ------------------------- | --------- | -------------------------- | ---------------------- |
| Médaille d'or | 1972 | Kumite individuel - 65 kg | Seniors   | Championnats d'Europe 1972 | Bruxelles, en Belgique |
| Médaille d'or | 1973 | Kumite individuel - 65 kg | Seniors   | Championnats d'Europe 1973 | Valence, en Espagne    |
| Médaille d'or | 1975 | Kumite individuel - 65 kg | Seniors   | Championnats d'Europe 1975 | Ostende, en Belgique   |